# Broedt daar een mens?
Broedt daar een mens? is een sciencefictionverhalenbundel uit 1971 van de Amerikaanse schrijver Isaac Asimov. Dit boek was het eerste boek uit de reeks Bruna SF en omvat vijf verhalen uit de periode 1951 - 1953. De vijf verhalen werden in 1982 opnieuw gepubliceerd in de verhalenbundel Zonsondergang en andere verhalen.

## Korte verhalen
1. Broedt daar een mens? (Breeds There a Man?, 1951)
2. Gastvrouw (Hostess, 1951)
3. L-sluis (C-Chute, 1951)
4. Sally (Sally, 1953)
5. Wat als… (What If…, 1952)